# Loxonia
Loxonia je rod Gesnerijevki u podtribusu Loxoniinae, dio tribusa Epithemateae. Sastoji se od dvije vrste iz Malezije. Rod je morfološki izvanredan zbog simpodijalne arhitekture.

## Etimologija
Ime roda dolazi od grčkog λοξος, loxos = koso, aludirajući na izrazito asimetrične listove.

## Opis
Višegodišnje zeljaste biljke s podzemnim rizomom. Indumentum od kukastih dlačica, pa biljke izgledaju ljepljive na dodir. Stabljike su uspravne, gornji dio ± zakrivljen. Listovi nasuprotni, jako anizofilni; veliki listovi podsjedeći, lamina koso jajolika, s perastim žilicama; mali list poput stipule, bubrežast ili suborbikularan. Cvjetno područje simpodijalno razgranjeno, os savitljiva. Cvatovi smješteni nasuprot velikim listovima, naizgled izlaze iz pazušca malih listova. Vjenčić zelenkasto bijel. Prašnika 4. Plod je okrugao do jajolik, jednolokaran, vrh dugačak kao jajnik, stigma je glavičasta. Plod je (uvijek?) kapsula s 4 ventila. Sjemenke mrežaste. Broj kromosoma: 2n = 44.

## Vrste
1. Loxonia burttiana A.Weber; Borneo
2. Loxonia hirsuta Jack; tip; poluotočna Malezija (Pahan, Johore); Sumatra (uključujući otok Mentawai, Siberut, Sipora); Borneo (Sarawak, Sabah, Kalimantan); Java

## Sinonimi
- Loxophyllum Blume; Bijdr. Fl. Ned. Ind. 750 (1826)